# Continental and Commercial National Bank
El Continental and Commercial National Bank es un rascacielos histórico de oficinas ubicado en 208 S. LaSalle Street en el Loop de Chicago, Illinois (Estados Unidos). El edificio de 21 pisos fue construido entre 1911 y 1914 para el Continental and Commercial National Bank, en ese momento uno de los bancos más grandes de la nación. Fue agregado al Registro Nacional de Lugares Históricos el 14 de febrero de 2007.

## Descripcón
El arquitecto Daniel BurnhamDaniel Burnham diseñó el edificio en estilo neoclásico; Burnham, quien quizás fue más conocido por su Plan de Chicago de 1909, fue un defensor del estilo y lo usó en edificios de oficinas en varias ciudades. La entrada principal del edificio presenta una columnata de tres pisos con ocho Orden dóricocolumnas dóricas; los pisos dieciocho a veinte cuentan con una columnata a juego, que forma la capital del edificio.
Un friso y marcapiano separan los pisos cuarto y decimoséptimo del eje del edificio, lo que le da al edificio una pequeña cantidad de énfasis horizontal. Un patio abierto ocupa el centro del edificio, permitiendo que la luz natural llegue a sus oficinas interiores.
Antes de fusionarse con el Continental National Bank para formar el Continental and Commercial Nation Bank, el Commercial National Bank estaba ubicado anteriormente en el ahora emblemático edificio del Commercial National Bank.